# Kruissjorring

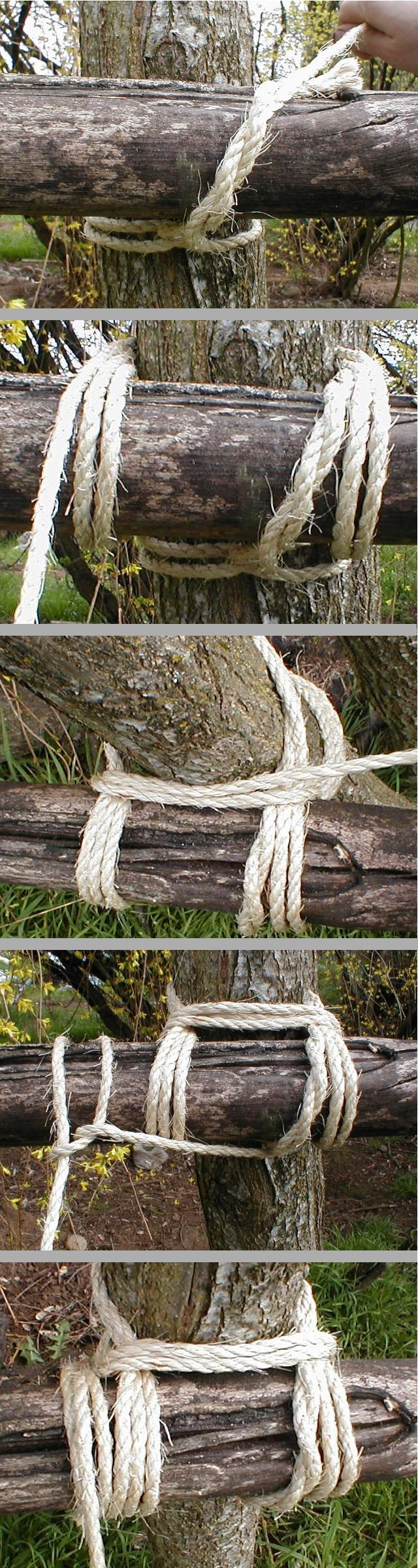
Kruissjorring in 5 stappen

De kruissjorring is een type sjorring dat bij het pionieren wordt gebruikt om twee balken aan elkaar vast te maken die loodrecht op elkaar staan. Indien dit niet het geval is, spreekt men van een diagonaalsjorring.

## Werkwijze
1. Er wordt altijd gestart met een mastworp (of een gelijkaardige knoop zoals de timmersteek) op de dragende paal. Algemeen kan men stellen dat steeds gestart wordt op de vaste paal.
2. Daarna start men het bevestigen van de losse paal, door het touw volgens het vaste stramien (zie figuur) rond beide palen te draaien. Hierbij worden de touwen netjes naast elkaar gelegd, op de losse paal langs de buitenkant, op de vaste paal langs de binnenkant.
3. Na een 3-tal wikkelingen (afhankelijk van de lengte van het touw), leg je een aantal woelingen. Hierbij wordt het touw enkele malen tussen de 2 palen gedraaid, om de eerste wikkelingen. Aangezien dit in hoge mate de stevigheid bepaalt, dienen deze woelingen sterk aangespannen te worden.
4. Tot slot wordt opnieuw een mastworp gelegd, ditmaal om de losse paal (deelfiguur 4+5).